# Кадкина всякий знает
«Ка́дкина всякий знает» — советский художественный фильм, снятый на киностудии Ленфильм в 1976 году.

## Сюжет
Возвращающийся домой солдат Кузьма Кадкин (Георгий Бурков) в поезде рассказывает, как хорошо он жил до войны, и что в районе его каждый знает. Когда поезд останавливается на разъезде, случайная попутчица, молодая мать, оставляет на Кадкина своего ребёнка, полуторагодовалого мальчика, чтобы  сбегать за водой, и отстаёт от поезда. Кузьме ничего не остаётся, как принести младенца домой. Кум Кадкина (Борис Новиков) предполагает, что это его ребёнок, и высказывает эту мысль вслух. Кузьма пытается объяснять, где он взял ребёнка, но ему не верят ни односельчане, ни собственные дети, ни жена, вдобавок начинающий говорить ребёнок ненароком называет его папой, и это усугубляет положение. Кадкин пытается встроиться в мирную жизнь, это даётся тяжело — сказывается разруха, послевоенный голод, ко всему этому добавляются недоверие жены и слухи в деревне. В довершение всего заболевшего ребёнка приходится везти в больницу, а там, чтобы его оформили, спешно «усыновить». В конце фильма вернувшихся из больницы Кадкина с женой и ребёнком встречает потерявшаяся мать.

## В ролях
- Георгий Бурков — Кузьма Кадкин
- Людмила Зайцева — Пелагея Кадкина
- Майя Булгакова — Нюрка, вдова, подруга Пелагеи
- Борис Новиков — кум
- Юрий Дубровин — Матвей, председатель колхоза
- Елена Фетисенко — девчушка, мать мальчика
- Вадим Мадянов — Колька

## Съёмочная группа
- Автор сценария: Павел Васильев, Анатолий Вехотко, Наталья Трощенко
- Режиссёр: Наталья Трощенко, Анатолий Вехотко
- Оператор: Александр Чечулин
- Художник: Валерий Юркевич
- Композитор: Игорь Цветков